# Nikolaj Paslar
Nikolaj Iwanowitsch Paslar (bulgarisch Николай Иванович Паслар; * 12. Juni 1980 in Taraclia, Moldauische Sozialistische Sowjetrepublik, Sowjetunion) ist ein bulgarischer Ringer moldauischer Herkunft. Er war Weltmeister 2001 im Leichtgewicht im freien Stil.

## Werdegang
Nikolaj Paslar wurde 1980 in Taraclia geboren, damals noch Teil der Sowjetunion. Er begann im Jahre 1990 mit dem Ringen. Dabei konzentrierte er sich ganz auf den freien Stil. Im Juniorenalter startete er ab 1996 bei internationalen Meisterschaften für die Republik Moldau. Im Jahre 2000 ging er nach Bulgarien und startete ab diesem Zeitpunkt für dieses Land. Er rang dort zunächst für den Ringerclub Rasgrad und später für Ljubimez-95. Der 1,60 Meter große, sehr kräftige Athlet wurde in der bulgarischen Nationalmannschaft von Simeon Schterew trainiert. Da Ringen der Beruf von Nikolaj Paslar ist, ist er auch schon seit vielen Jahren in der deutschen Bundesliga zu sehen. Er startete schon für den 1. Luckenwalder SC und den KSV Köllerbach und seit der Saison 2009/10 für den SC Anger.
Sein Debüt bei internationalen Meisterschaften gab Nikolaj Paslar bei der Junioreneuropameisterschaft 1996 (Juniors) in Sofia. Im Federgewicht erreichte er dabei den 5. Platz. Im gleichen Jahr startete er auch noch bei der Juniorenweltmeisterschaft der Cadets in Teheran und kam in der Gewichtsklasse bis 60 kg Körpergewicht auf den 2. Platz. Den gleichen Platz sicherte er sich auch bei der Junioreneuropameisterschaft 1998 (Juniors) in Radoviš, Mazedonien, wo er im Finale dem Russen Saur Botajew unterlag.
1999 wurde dann zum erfolgreichsten Jahr in der Laufbahn von Nikolaj Paslar als Junior. Er wurde zunächst in Riga Junioreneuropameister (Juniors) im Federgewicht und siegte danach auch bei der Juniorenweltmeisterschaft (Juniors) in Sydney im Federgewicht vor Leonid Spiridonow aus Russland und Mashallah Hosseini Sarangkeh aus dem Iran.
Im Jahre 2000 startete er erstmals bei einer internationalen Meisterschaft der Senioren für Bulgarien. Ihm reichten dabei wegen eines Freiloses zwei Siege über Ljulzim Vrenezi aus Mazedonien und Şamil Əfəndiyev aus Aserbaidschan, bei einer Niederlage gegen Emzarios Bedinidis aus Georgien, zum 3. Platz und damit zum Gewinn einer EM-Bronzemedaille aus. Im gleichen Jahr startete er auch noch bei der Junioreneuropameisterschaft in Sofia im Leichtgewicht und gewann dort seinen zweiten EM-Titel. Im Finale besiegte er dabei den damals noch für die Ukraine startenden, später in Deutschland eingebürgerten, Andriy Shyyka. Bei der Juniorenweltmeisterschaft 2000 in Nantes war er nicht mehr so erfolgreich, denn er belegte dort im Leichtgewicht nur den 8. Platz. Nach zwei Siegen scheiterte er dort an dem US-Amerikaner Jared Eric Lawrence, gegen den er nach Punkten verlor.
Das Jahr 2001 wurde für den damals 21-jährigen Athleten dann zum erfolgreichsten Jahr seiner ganzen Ringerlaufbahn. Bei der Europameisterschaft dieses Jahres in Budapest musste er sich im Leichtgewicht nach zwei gewonnenen Kämpfen im Halbfinale zwar noch gegen Irbek Farnijew aus Russland geschlagen geben, im Kampf um die EM-Bronzemedaille besiegte er aber Ljulzim Vrenezi sicher nach Punkten. Noch erfolgreicher war er bei der Weltmeisterschaft in Sofia. Er siegte dort im Leichtgewicht über Sahit Kandibajew aus Kasachstan, Theodoris Kemeridis aus Griechenland, Jhony José Cedeno aus Venezuela, Emzarios Bedinidis aus Georgien, László Szabolcs aus Rumänien und im Endkampf auch über Amir Tavakolian aus dem Iran, den er mit 6:1 techn. Punkten sicher bezwang. Damit war er erstmals in seiner Karriere Weltmeister bei den Senioren geworden.
Im Jahre 2002 trat eine neue Gewichtklasseneinteilung durch den internationalen Ringerverband (FILA) in Kraft. Das Leichtgewicht, das sein Gewichtslimit bis 2001 bei 69 kg hatte, wurde auf 66 kg Körpergewicht reduziert, das Weltergewicht von 76 kg auf 74 kg Körpergewicht herabgesetzt. Nikolaj Paslar entschied sich, künftig im Leichtgewicht zu starten und musste dazu weitere 3 kg abtrainieren. Zudem hatte er in dieser Gewichtsklasse in Bulgarien in dem vielfachen Federgewichtsweltmeister Serafim Barzakow, der ab 2002 ebenfalls im Leichtgewicht starten wollte, einen sehr schweren Rivalen um die Startplätze bei den internationalen Meisterschaften.
Im Jahre 2002 kam Nikolaj Paslar deshalb nur bei der Europameisterschaft in Baku im Leichtgewicht zum Einsatz. Nach drei Siegen verlor er dort im Halbfinale gegen den Russen Saur Botajew, erkämpfte sich aber mit einem Sieg über Ömer Çubukçu aus der Türkei noch eine EM-Bronzemedaille. Bei der Weltmeisterschaft 2002 in Teheran musste Nikolaj Paslar im Weltergewicht starten, weil im Leichtgewicht Serafim Barzakow an den Start ging. Es zeigte sich bald, dass er für diese Gewichtsklasse eigentlich zu klein war. In Teheran gewann er zwei Kämpfe, verlor aber gegen Gurami Michedlidse aus Georgien und kam dadurch nur auf den 11. Platz.
In den folgenden Jahren seiner Laufbahn startete Nikolaj Paslar trotz der geschilderten Schwierigkeiten immer im Weltergewicht. Seine Erfolge waren aber in dieser Gewichtsklasse bei weitem nicht mehr so, wie im Leichtgewicht. So kam er bei der Weltmeisterschaft 2003 in New York nach einem Sieg über den US-Amerikaner Jean Diatta und einer Niederlage gegen Buwaissar Saitijew nur auf den 14. Platz. Bei der Europameisterschaft 2004 in Ankara war er erfolgreicher und besiegte dort u. a. Gábor Hatos aus Ungarn. Gegen Emzarios Bedinidis musste er aber wieder eine Niederlage hinnehmen, die ihn auf den 5. Platz zurückwarf. Gar nicht gut lief es für ihn bei den Olympischen Spielen 2004 in Athen, den einzigen Spielen, bei denen er starten konnte, denn er verlor dort gleich seinen ersten Kampf gegen den Polen Krystian Brzozowski. Ein Sieg im folgenden Kampf über Sihamir Osmarov aus Mazedonien brachte ihn nur noch auf den 11. Platz.
Ein positives Ausnahmejahr wurde dann das Jahr 2005 für Nikolaj Paslar. Er wurde nämlich in Warna Europameister im Weltergewicht. Dazu besiegte er Elşad Allahverdiyev aus Aserbaidschan, Wolodymyr Syrotin aus der Ukraine, Dawit Achalmossulischwili aus Georgien und Sergei Witkowski aus Russland. Dieser Erfolg sollte nicht dadurch geschmälert werden, dass in diesem nacholympischen Jahr einige starke Ringerländer, z. B. Russland, nicht ihre stärksten Ringer zu dieser Europameisterschaft entsandten. Bei der Weltmeisterschaft 2005 in Budapest setzte Russland dann Buwaissar Saitijew wieder ein, der Nikolaj Paslar wieder nach Punkten bezwang. Nikolaj Paslar zeigte aber in seinen übrigen Begegnungen starke Leistungen und erkämpfte sich mit vier Siegen noch eine WM-Bronzemedaille.
An diese Leistungen konnte Nikolaj Paslar bei den folgenden zwei internationalen Meisterschaften, die er noch bestritt, nicht mehr anknüpfen. Bei der Europameisterschaft 2006 in Moskau verlor er in seinem zweiten Kampf wieder gegen seinen Angstgegner Emzarios Bedinidis und belegte damit den 10. Platz und bei der Weltmeisterschaft 2007 in Baku war nach zwei siegreichen Kämpfen im dritten Kampf, den er gegen Otar Tuschischwili aus Georgien verlor, Endstation. Er erreichte bei dieser Weltmeisterschaft damit den 12. Platz.
Nach Baku beendete er seine internationale Ringerlaufbahn. Bei den bulgarischen Meisterschaften spielte er aber immer noch eine gute Rolle. 2008 belegte er im Weltergewicht hinter Kiril Tersiew und vor Iwan Deliwerski den 2. Platz und 2009 kam er im Mittelgewicht hinter Miroslaw Gotschew und Nikolaj Stantschew auf den 3. Platz.

## Internationale Erfolge
| Jahr | Platz | Wettbewerb                                   | Gewichtsklasse | |
| 1996 | 5.    | Junioren-EM (Juniors) in Sofia               | Feder          | hinter Wadim Grigorjew, Russland, Iwan Todorow, Bulgarien, Omar Naurijew, Ukraine u. Faruk Çetinoğlu, Türkei                                                                              |
| 1996 | 2.    | Junioren-WM (Cadets) in Teheran              | bis 60 kg KG   | hinter Mashalla Hosseini Sarangkeh, Iran, vor Abdolreza Jahanshahi, Iran u. Illja Stojanow, Ukraine                                                                                       |
| 1998 | 2.    | Junioren-EM (Juniors) in Radoviš, Mazedonien | bis 65 kg KG   | hinter Saur Botajew, Russland, vor Sahid Mirzahi, Iran u. Kim-Jussi Nurmela, Finnland |
| 1999 | 1.    | Junioren-EM (Juniors) in Riga                | Feder          | vor Alex Bileanschi, Rumänien u. Schamil Omarow, Russland |
| 1999 | 1.    | Junioren-WM (Juniors) in Sydney              | Feder          | vor Leonid Spiridonow, Russland u. Mashalla Hosseini Sarangkeh |
| 2000 | 3.    | EM in Budapest                               | Leicht         | mit Sieg über Ljulzim Vrenezi, Mazedonien, Niederlage gegen Emzarios Bedinidis, Georgien u. Sieg über Şamil Əfəndiyev, Aserbaidschan                                                      |
| 2000 | 1.    | Junioren-EM (Juniors) in Sofia               | Leicht         | vor Andriy Shyyka, Ukraine u. Sahid Mirzajew, Iran |
| 2000 | 8.    | Junioren-WM in Nantes (Juniors)              | Leicht         | mit Siegen über Sahid Mirzajew u. Pawel Kapski, Belarus u. einer Niederlage gegen Jared Eric Lawrence, USA                                                                                |
| 2001 | 3.    | EM in Budapest                               | Leicht         | mit Siegen über Gotscha Papaschwili, Georgien u. Artur Ghazarjan, Armenien, einer Niederlage geen Irbek Farnijew, Russland u. einem Sieg über Ljulzim Vrenezi                             |
| 2001 | 1.    | WM in Sofia                                  | Leicht         | mit Siegen über Sahit Kandibajew, Kasachstan, Theodoris Kemeridis, Griechenland, Jhony José Cedeno, Venezuela, Emzarios Bedinidis, László Szabolcs, Rumänien u. Amir Tavakolian, Iran     |
| 2002 | 3.    | EM in Baku                                   | Leicht         | mit Siegen über Ibrahim Selloum, Frankreich, István Dencsik, Ungarn u. Schalwa Musaschwili, Georgien, einer Niederlage gegen Saur Botajew u. einem Sieg über Ömer Çubukçu, Türkei         |
| 2002 | 11.   | WM in Teheran                                | Welter         | mit Sieg über Choi Kwon-sub, Südkorea, Niederlage gegen Gurami Michedlidse, Georgien u. Sieg über N. Singh, Indien                                                                        |
| 2003 | 14.   | WM in New York                               | Welter         | mit einem Sieg über Jean Diatta, USA u. einer Niederlage gegen Buwaissar Saitijew, Russland                                                                                               |
| 2004 | 12.   | Olympia-Qualifikationsturnier in Bratislava  | Welter         | Sieger: Joe E. Williams, USA vor Iván Fundora, Kuba |
| 2004 | 1.    | Olympia-Qualifikationsturnier in Sofia       | Welter         | vor Gela Saghiraschwili, Georgien, Salvatore Rinella, Italien u. Jussuf Abdussalomow, Aserbaidschan                                                                                       |
| 2004 | 5.    | EM in Ankara                                 | Welter         | mit Siegen über Gábor Hatos, Ungarn u. Elnur Aslanov, Aserbaidschan u. einer Niederlage gegen Emzarios Bedinidis, Griechenland                                                            |
| 2004 | 11.   | OS in Athen                                  | Welter         | nach einer Niederlage gegen Krystian Brzozowski, Polen u. einem Sieg über Sihamir Osmanov, Mazedonien                                                                                     |
| 2005 | 1.    | "Dan-Kolow"-Turnier in Sofia                 | Welter         | vor Mehdi Mansouri, Iran, Kumihiko Obata, Japan u. Emzarios Bedinidis |
| 2005 | 1.    | EM in Warna                                  | Welter         | mit Siegen über Elşad Alachwerdijew, Aserbaidschan, Wolodymyr Syrotin, Ukraine, Dawit Achalmossulischwili, Georgien u. Sergei Witkowski, Russland                                         |
| 2005 | 3.    | WM in Budapest                               | Welter         | mit Sieg über Essine Aiman, Libanon, Niederlage gegen Buwaissar Saitijew u. Siegen über Malak Mohamed Osman, Großbritannien, Salvatore Rinella, Italien u. Mehdi Hajizadeh Jouibari, Iran |
| 2006 | 2.    | "David-Schultz"-Memorial in Colorado Springs | Welter         | hinter Joe E. Williams, USA, vor Denis Zargusch, Russland u. Ramico Blackman, USA |
| 2006 | 10.   | EM in Moskau                                 | Welter         | mit einem Sieg über Gela Saghiraschwili, Georgien u. einer Niederlage gegen Emzarios Bedinidis                                                                                            |
| 2007 | 12.   | WM in Baku                                   | Welter         | mit Siegen über László Szabolcs, Rumänien u. Vadim Guigolaev, Frankreich u. einer Niederlage gegen Otar Tuschischwili, Georgien                                                           |

Anm.: alle Wettkämpfe im freien Stil, OS = Olympische Spiele, WM = Weltmeisterschaft, EM = Europameisterschaft, Federgewicht, bis 1996 bis 63 kg, Leichtgewicht, von 1997 bis 2001 bis 69 kg, seit 2002 bis 66 kg, Weltergewicht, bis 2001 bis 76 kg, seit 2002 bis 74 kg, Mittelgewicht, seit 2002 bis 84 kg Körpergewicht